# Härjarö
Härjarö är en halvö i Veckholms socken i Enköpings kommun i den uppländska bygden Trögden vid Mälarens strand, strax norr om Adelsö, Munsö och Birka. Den är numera ett naturreservat Härjarö naturreservat och där finns en vindskyddad gästhamn och herrgård med konferensverksamhet. På området finns även en höghöjdsbana.

## Historia
Ortnamnet som i den äldsta skriftliga källan (1378) skrivs Heriærnom, har sannolikt bildats av fornsvenskans hær = "stenig mark" och arin = "grusö", "grusig mark". Betydelsen är alltså ungefär "Platsen/Ön med mycket sten och grus". En alternativ tolkning är att halvöns namn skulle ha något att göra med personnamnet Hergeir, närmare bestämt med den Hergeir som onmämns av Rimbert som Birkas hövitsman. När Nordens apostel Ansgar år 829 kom till Björkö i Mälaren var Hergeir enligt Rimbert en av de första som lät döpa sig. Efter dopet ska Hergeir ha byggt en kyrka på Birka av timmer från Härjarö. Härjarö har varit bebott redan under forntiden vilket bevisas av det stora gravfält som ligger strax sydväst om huvudbyggnaden. Fornlämningarna är från 800-1050, d.v.s. vikingatid.